# 데인인의 사적

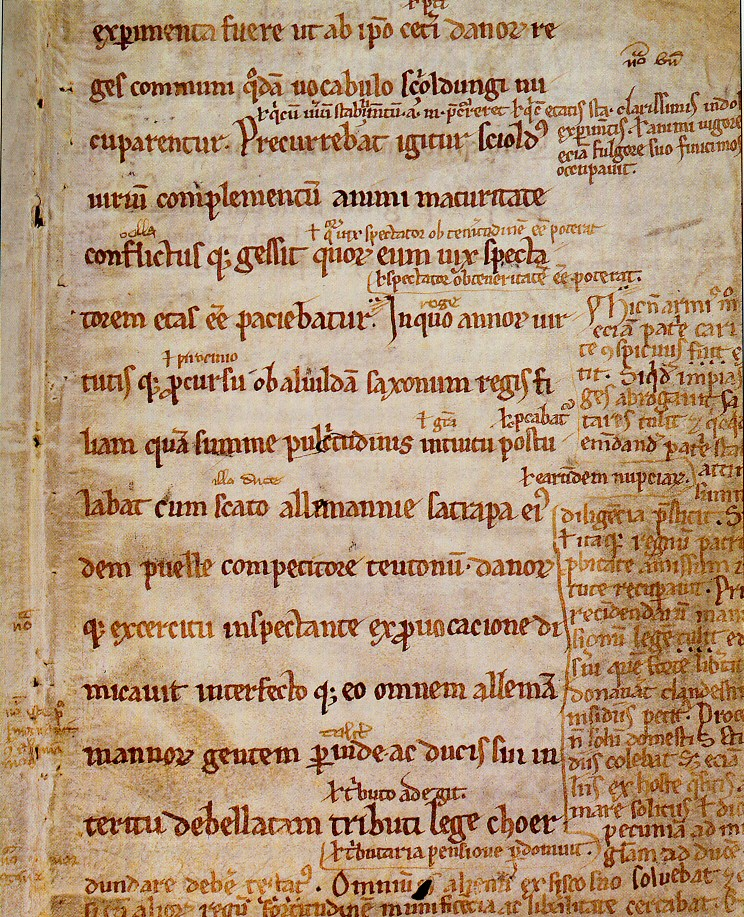
안게르스 파편의 첫 번째 페이지.

《데인인의 사적》(라틴어: Gesta Danorum 게스타 다노룸[*])은 12세기의 역사가 삭소 그라마티쿠스가 쓴 덴마크 역사책이다. 덴마크의 중세사 및 고대사를 이해하는 데 있어 필수적인 문헌이다. 또한 덴마크 뿐 아니라 에스토니아와 라트비아의 역사가 언급되는 최초의 문헌이기도 하다.
총 16권으로 구성되어 있다. 그 중 앞의 9권은 북유럽 신화를 다루고 있으며, 제9권의 마지막 부분에 기록상에서 그 존재를 확인할 수 있는 최초의 덴마크 군주인 고름 가믈리가 등장한다. 뒤의 5권은 중세사를 다루고 있다. 제14권에서 제16권은 덴마크의 발틱 해 공격, 즉 북방 십자군을 다루고 있는데, 폴라비아인이나 포모제인 등 서슬라브 계통 종족들의 역사를 참고할 수 있다는 점에서 가치가 크다.

## 집필 시기
《데인인의 사적》이 정확히 언제 쓰여졌는지 다양한 연구가 이루어졌는데, 최소한 1208년 이전에는 완성하지 못했을 것이라는 게 통설이다. 1186년에 보구스와프 1세가 다스리고 있던 포모제를 크누트 6세가 정복한 것이 마지막 책인 제16권에서 다루는 마지막 사건인데, 안데르스 수네쇤 대주교의 말을 구술한 서문에서는 1208년에 덴마크가 엘베강 북안을 정복한 것을 언급하고 있기 때문이다.
전체 작품의 거의 4분의 1을 차지하는 분량의 제14권은 1178년에 압살론이 대주교로 임명되는 부분에서 끝난다. 이 책이 너무 큰데다 압살론 대주교가 국왕 발데마르 1세보다 훨씬 중요한 인물이기 때문에, 이 책이 가장 먼저 씌어졌으며 애초에 별개의 책이었던 것으로 생각된다. 삭소가 이 책을 쓴 뒤, 계획을 확장하여 발데마르 1세의 말년과 크누트 6세의 초년을 다룬 제15권과 제16권을 저술한 것일 가능성이 있다.
그리고 그 다음에야 제11권에서 제13권까지를 저술한 것으로 생각된다. 스벤 아게센의 덴마크 역사서 《덴마크 왕국 약사》(Brevis Historia Regum Dacie, 1186년경 저술)에 보면 삭소가 책을 쓰기로 마음먹었다는 언급이 있는데, 이것이 바로 스벤 2세가 등장하는 제11권에서 제13권에 해당하는 듯 하다. 그리고 마지막으로 제1권에서 제10권을 쓴 것으로 보인다. 이 가설에 따르면 마지막 책의 마지막 사건(1186년)과 서문이 쓰여진 때(1208년) 사이에 22년이라는 간극이 존재하는 이유를 말끔히 설명할 수 있다.

## 필사본
삭소의 원본 필사본은 거의 소실되고, 파편 네 개만 남아 있다. 안게르스 파편, 라센 파편, 칼-라스무센 파편, 플레스너 파편이 그것이다. 이 중 안게르스 파편이 가장 분량이 많으며, 삭소의 친필임이 유일하게 확인되었다. 다른 것들은 1275년경에 만들어진 사본으로 생각된다. 네 파편 모두 코펜하겐의 덴마크 왕립도서관에서 소장하고 있다.
원본은 소실되었지만 그 내용은 살아남았다. 1510년 ~ 1512년, 파리에서 일하던 덴마크인 번역가 크리스티에른 페데르센이 삭소의 원전 사본을 찾기 위해 덴마크 방방곡곡을 뒤지고 다녔다. 이 시대가 되자 삭소의 원전은 거의 모두 소실되고, 그 내용 대부분은 《윌란 연대기》에 실려 있는 컴펜디움 삭소니스라는 요약문을 통해서 알려져 있었다. 《데인인의 사적》이라는 제목 자체도 그 요약문에서 등장하는 것이다. 삭소 본인이 자신의 저술에 어떤 제목을 붙였는지는 알 길이 없다.
크리스티에른 페데르센은 룬드(현대의 스웨덴에 속한다.)의 비르게르 군네르센 대주교의 수집품 속에서 마침내 사본을 발견했고, 대주교는 기꺼이 페데르센에게 사본을 빌려주었다. 인쇄공 조도쿠스 바디우스의 도움으로 《데인인의 사적》은 개정 및 인쇄될 수 있었다.

## 인쇄본

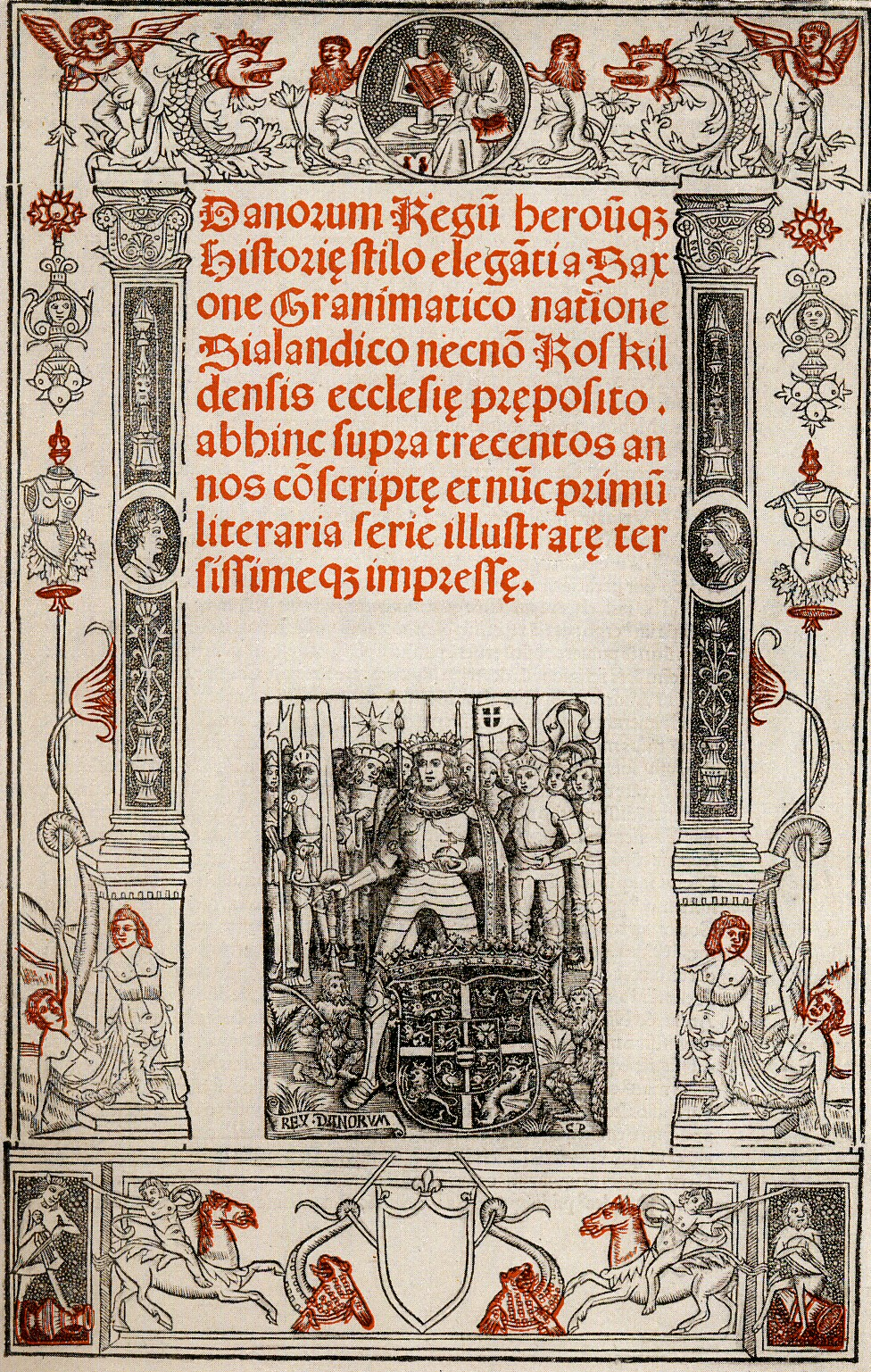
프리스티에른 페데르센의 1514년 파리 판본의 제1면.

삭소의 저술을 최초로 온전히 인쇄한 것은 크리스티에른 페데르센의 라틴어 판본으로, 1514년 3월 15일에 프랑스 파리에서 조도쿠스 바디우스가 인쇄 및 출판했다. 출간 당시 제목은 《데인인의 임금과 영웅들의 역사》(Danorum Regum heroumque Historiae)였다. 판권장에는 다음과 같이 쓰여 있다. …impressit in inclyta Parrhisorum academia Iodocus Badius Ascensius Idibus Martiis. MDXIIII. Supputatione Romana. (the Ides of March, 1514).
제1면의 텍스트는 다음과 같다.
라틴어:
Danorum Regum heroumque Historiae stilo eleganti a Saxone Grammatico natione Zialandico necnon Roskildensis ecclesiae praeposito, abhinc supra trecentos annos conscriptae et nunc primum literaria serie illustratae tersissimeque impressae.
덴마크어:
De danske Kongers og Heltes Historie, skrevet i pyntelig Stil for over 300 Aar siden af Saxo Grammaticus, en Sjællandsfar og Provst ved Kirken i Roskilde, og nu for første Gang oplyst ved et Register og omhyggeligt trykt.
영어:
Histories of the Kings and heroes of the Danes, composed in elegant style by Saxo Grammaticus, a Sjællander and also provost of the church of Roskilde, over three hundred years ago, and now for the first time illustrated and printed correctly in a learned compilation.
한국어:
삼백여 년도 더 전에 셸란섬의 주민이자 로스킬레 교회의 주임 사제셨던 삭소 그라마티쿠스 옹의 유려한 문체로 쓰여졌으며, 이제 최초로 정통 학술서로서 올바르게 도해를 넣고 인쇄한 데인인의 임금들과 영웅들의 사적.

## 참고 자료
- Hilda Ellis Davidson, Peter Fisher (trans), Saxo Grammaticus: The History of the Danes, Books I-IX : I. English Text; II. Commentary, modern English translation, 2002, ISBN 0-85991-502-6
- Saxo Grammaticus, Gesta Danorum, Books I-IX, translated to English by Oliver Elton 1905.
- Saxo Grammaticus, Gesta Danorum, from the Royal Library in Copenhagen, Danish and Latin.
- Helle Stangerup, Saxo Hans værk – Hans verden, Høst & Søn forlag 2004, ISBN 87-14-29949-6
- Apoteker Sibbernsens Saxobog, C. A. Reitzels Forlag, Copenhagen, 1927
- Frederik Winkel Horn, Saxo Grammaticus: Danmarks Krønike, Chr. Flors Boghandel, Copenhangen 1911.
- Jørgen Olrik & H Ræder, Saxonis Gesta Danorum, Levin & Munkesgaard, Copenhagen, 1931
- Anders Sørensen Vedel, Den Danske Krønicke Saxo-oversættelse 1575 udgivet i facimile af Det danske Sprog- og Litteraturselskab, G. E. C Gad, Copenhagen, 1967
- Curt Weibull, Saxo. Kritiska undersökningar i Danmarks historia från Sven Estridsens död till Knut VI., Lund, Blekingska boktryckeriet, 1915 (in Historisk tidskrift för Skåneland, band 6, häfte 1-3)